# ال چیچون
ال چیچون (به اسپانیایی: El Chichón) یک آتشفشان در مکزیک است که در Francisco León واقع شده‌است.